# María Isabel de Bustamante y Guevara
María Isabel de Bustamante y Guevara (Gibraltar, baut. el 16 de junio de 1703-1774 o 1775) fue una coleccionista española de monedas y medallas. Entre la comunidad de coleccionistas también se refiere a ella como la señora Bustamante o la señora Loynaz.
Mantuvo correspondencia con destacados coleccionistas de la época, como Pedro Leonardo de Villacevallos y Enrique Flórez y este último señala que está:

… sumamente dedicada a estas antigüedades y feliz de hallarlas, me honró con mucha franqueza en cuánto he necesitado disfrutar de su bello y rico gabinete… Medallas de las Colonias..., Madrid, 1757.

Así mismo, el historiador Manuel Risco se refiere a ella y a su colección en los siguientes términos:

… los gabinetes de Medallas… entre, ellos el de Doña María Isabel de Bustamante y Guevara, digna de particular memoria, por serlo también muy particular su ejemplo en su sexo. Ensayo de una biblioteca española de los mejores escritores del reinado de Carlos III.

Su colección de monedas y medallas, tasada e inventariada por Antonio Carbonell, estaba compuesta por más de dos mil setecientas monedas, si bien el inventario no fue exhaustivo, fue adquirida por el Seminario de Nobles de Madrid.

## Biografía
Tanto su madre como su padre provenían de familias de larga tradición militar. Otros familiares de María de Bustamante y Guevara incluían al abate y miembro de la Real Academia de la Historia, José de Guevara y Vasconcelos y Alonso de Guevara Vasconcelos, brigadier de los Reales Ejércitos y gobernador de Melilla.
Casado desde 1720 con Martín de Loynaz, futuro director general de la Renta del Tabaco y miembro del Consejo Real de Hacienda de Fernando VI y de Carlos III, el matrimonio tuvo al menos seis hijos. De estos, una hija, María de la Soledad de Loynaz y Bustamante, se casó con Bernardo de Castro y Azcárraga, I marqués de Gracia Real.

## Huerta de Loinaz
En 1758, el matrimonio adquirió un terreno, que se cononcería como la huerta de Loinaz una extensa propiedad, de 18 ha, cercada y «… sita extramuros de la puerta [de Recoletos]...», es decir, al norte de la cerca de Madrid. La zona corresponde aproximadamente a las actuales calles de Almagro, Génova y el paseo de la Castellana, formaba así un triángulo de una extensión de más de medio centenar de fanegas. el cual, hasta su urbanización a mediados del siglo XIX, formaba parte de los terrenos fértiles de la vaguada del arroyo de la Fuente Castellana, al este —aunque separada de él por una cerca o tapia— y que iban desde las inmediaciones del portillo o puerta de Recoletos al sur (correspondiendo en la actualidad a la plaza de Colón), subiendo por la ronda de Recoletos (actual calle de Génova) hasta la puerta de Santa Bárbara, el punto más alto de la Villa, siendo la actual calle de Almagro su límite al oeste.